# Liste der schwedischen Gesandten in Preußen
Dies ist eine Liste der schwedischen Gesandten in Preußen.

## Gesandte
1764: Aufnahme diplomatischer Beziehungen
| Königreich Schweden → Königreich Preußen               | Königreich Schweden → Königreich Preußen | Königreich Schweden → Königreich Preußen | Königreich Schweden → Königreich Preußen     |
| Name                                                   | Bild                                     | Amtszeit                                 | Anmerkungen                                  |
| ------------------------------------------------------ | ---------------------------------------- | ---------------------------------------- | -------------------------------------------- |
| Carl Gustaf von Friesendorff (* 1663; † 1715)          |                                          | 1712–1715                                |                                              |
| Gustaf Zülich (* 1666; † 1743)                         |                                          | 1740–1743                                |                                              |
| Henning Adolf Gyllenborg (* 1713; † 1775)              |                                          | 1743–1744                                |                                              |
| Carl Gustaf Tessin (* 1695; † 1770)                    |                                          | 1744–1746                                |                                              |
| Otto Jacob Zoege von Manteuffel (* 1718; † 1796)       |                                          | 1766–1779                                |                                              |
| Christian Ehrenfried von Carisien (* 1749; † 1794)     |                                          | 1787–1794                                |                                              |
| Lars von Engeström (* 1751; † 1826)                    |                                          | 1798–1803                                |                                              |
| Karl Gustav Brinckmann (* 1764; † 1847)                |                                          | 1807–1808                                |                                              |
| Carl Wilhelm von Taube (* 1767; † 1838)                |                                          | 1810–1820                                | Ab 1814: Norwegisch-schwedische Staatenunion |
| Genserik von Brandel (* 1782; † 1833)                  |                                          | 1821–1833                                |                                              |
| Abraham Constantin Mouradgea d’Ohsson (* 1779; † 1851) |                                          | 1834–1850                                |                                              |
| Carl von Hochschild (* 1785; † 1857)                   |                                          | 1850–1855                                |                                              |
| Carl von und zu Mansbach (* 1790; † 1867)              |                                          | 1855–1858                                |                                              |
| Carl August Järta (* 1810; † 1865)                     |                                          | 1858–1865                                |                                              |
| Carl Johan Albert Sandströmer (* 1832; † 1869)         |                                          | 1866–1869                                |                                              |

1867: Neue Akkreditierung der Gesandtschaft beim Norddeutschen Bund